# فهرست بازیگران زن جمهوری چک
فهرست بازیگران زن جمهوری چک (انگلیسی: List of Czech actresses) فهرستی از هنرمندان و بازیگران زن برجستهٔ جمهوری چک است که بر اساس حروف الفبای فارسی و نام خانوادگی مرتب شده‌است.
این فهرست کامل نیست و به تدریج تکمیل خواهد شد.

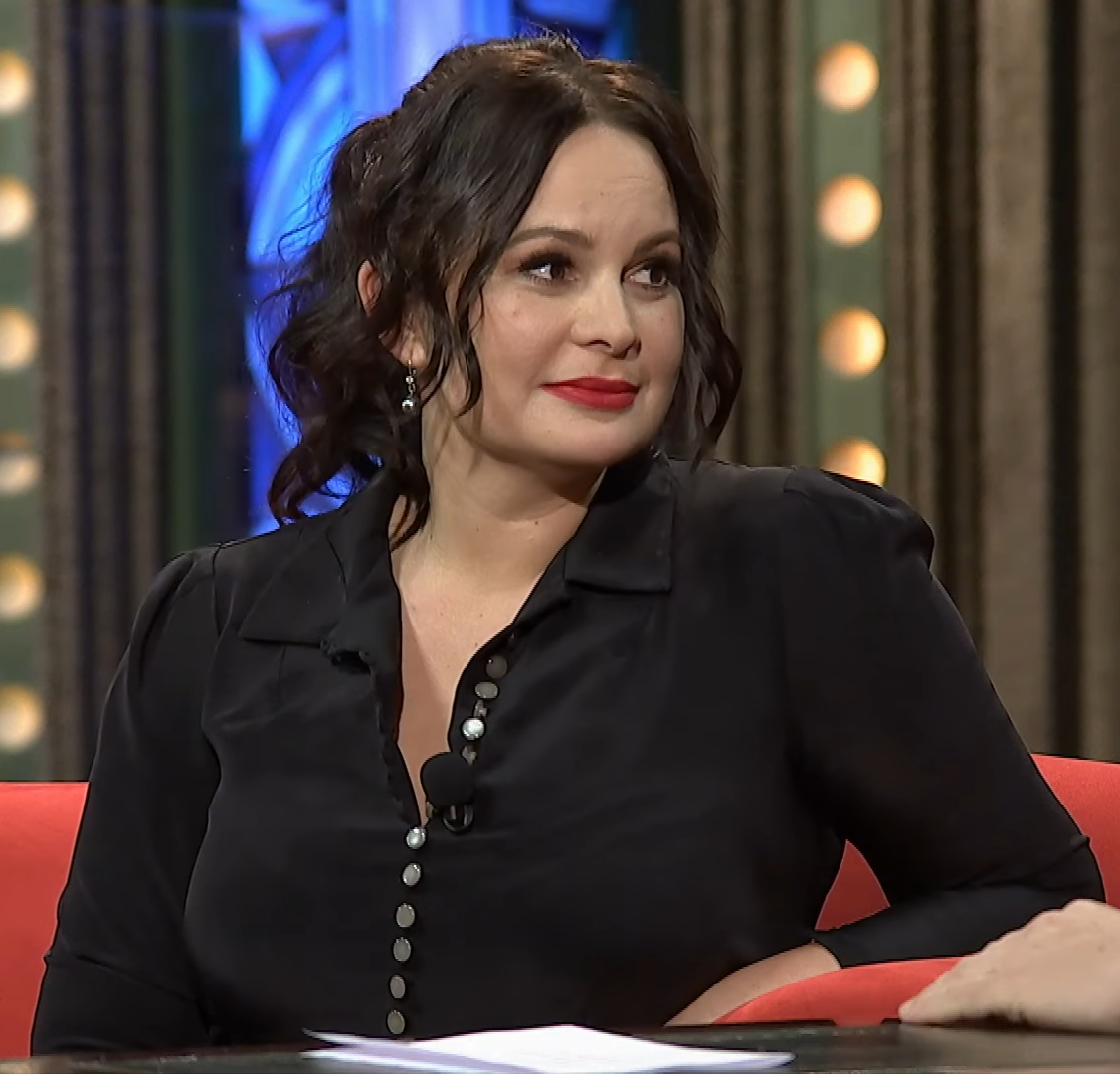
ییتکا چوانچارووا

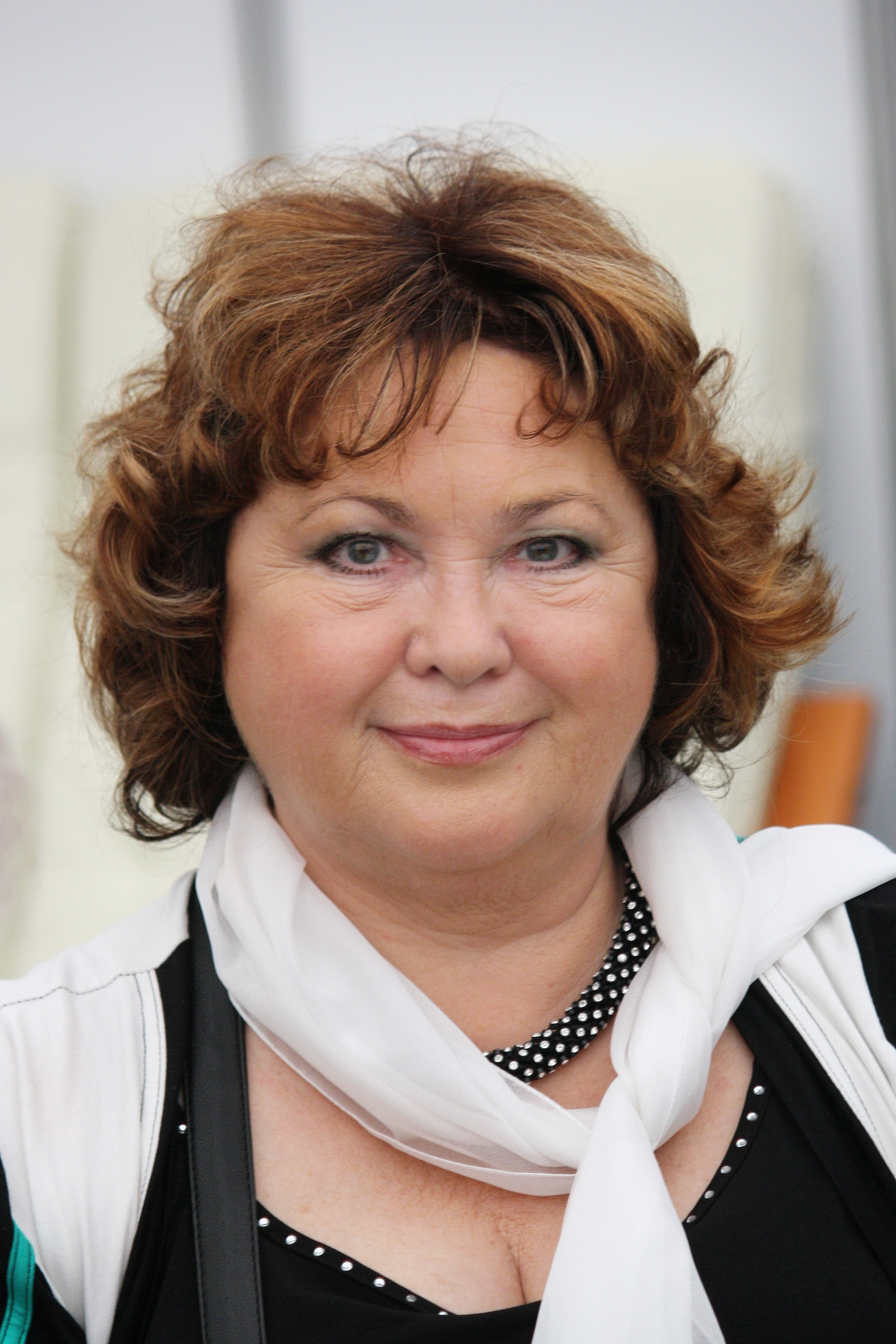
نادیا کنوالینکووا

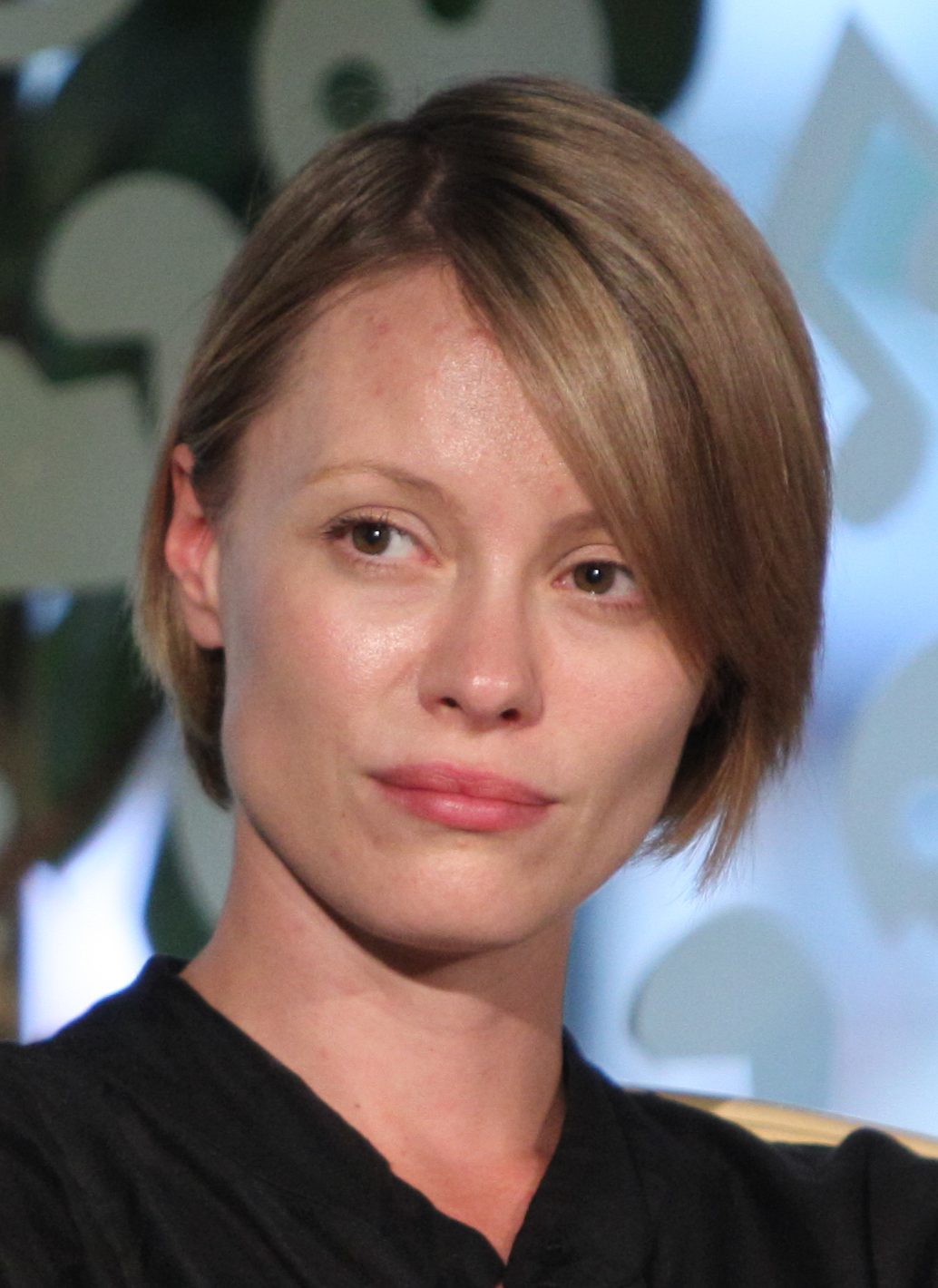
لیندا ریبووا

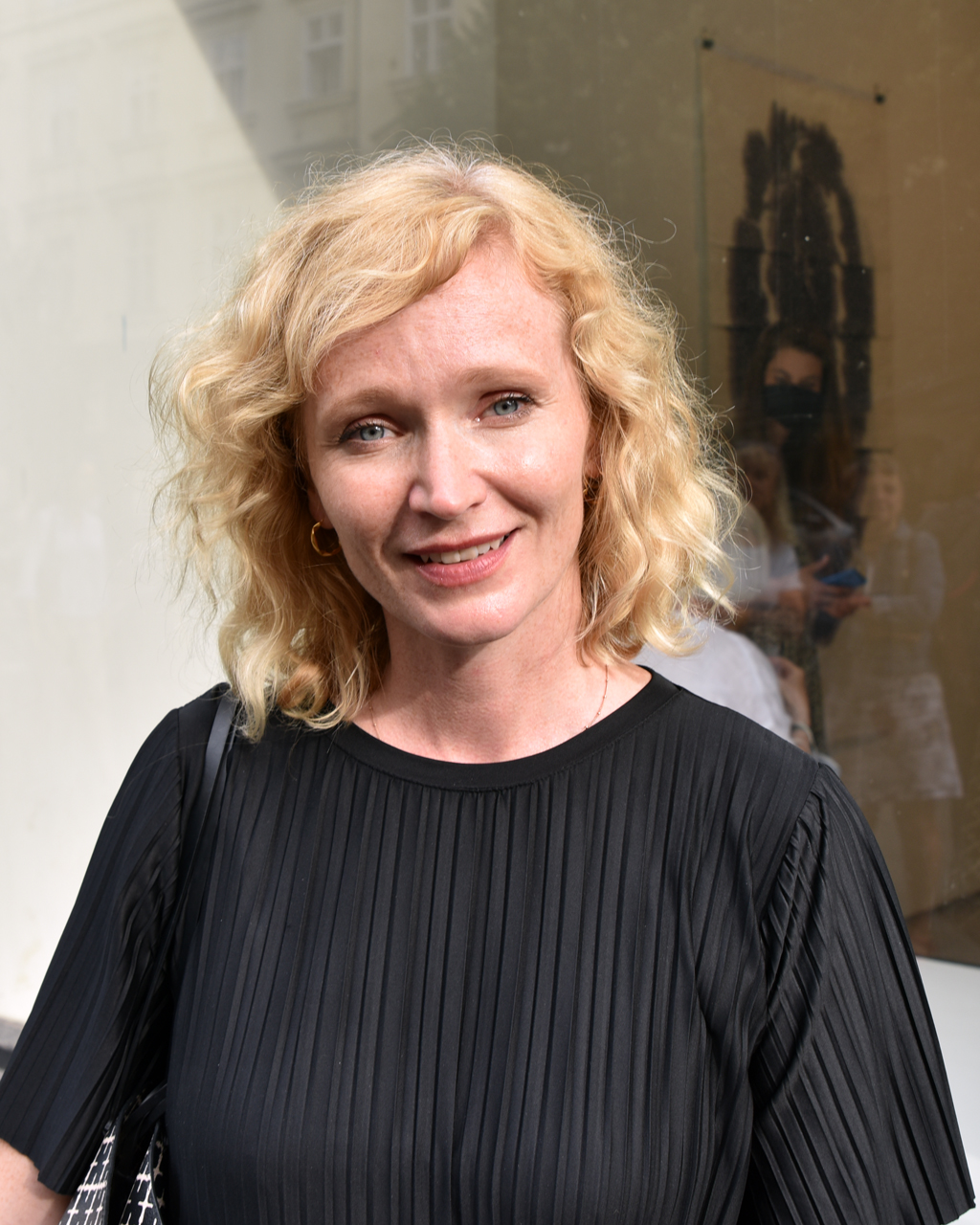
آنا گیسلرووا در سال ۲۰۲۱

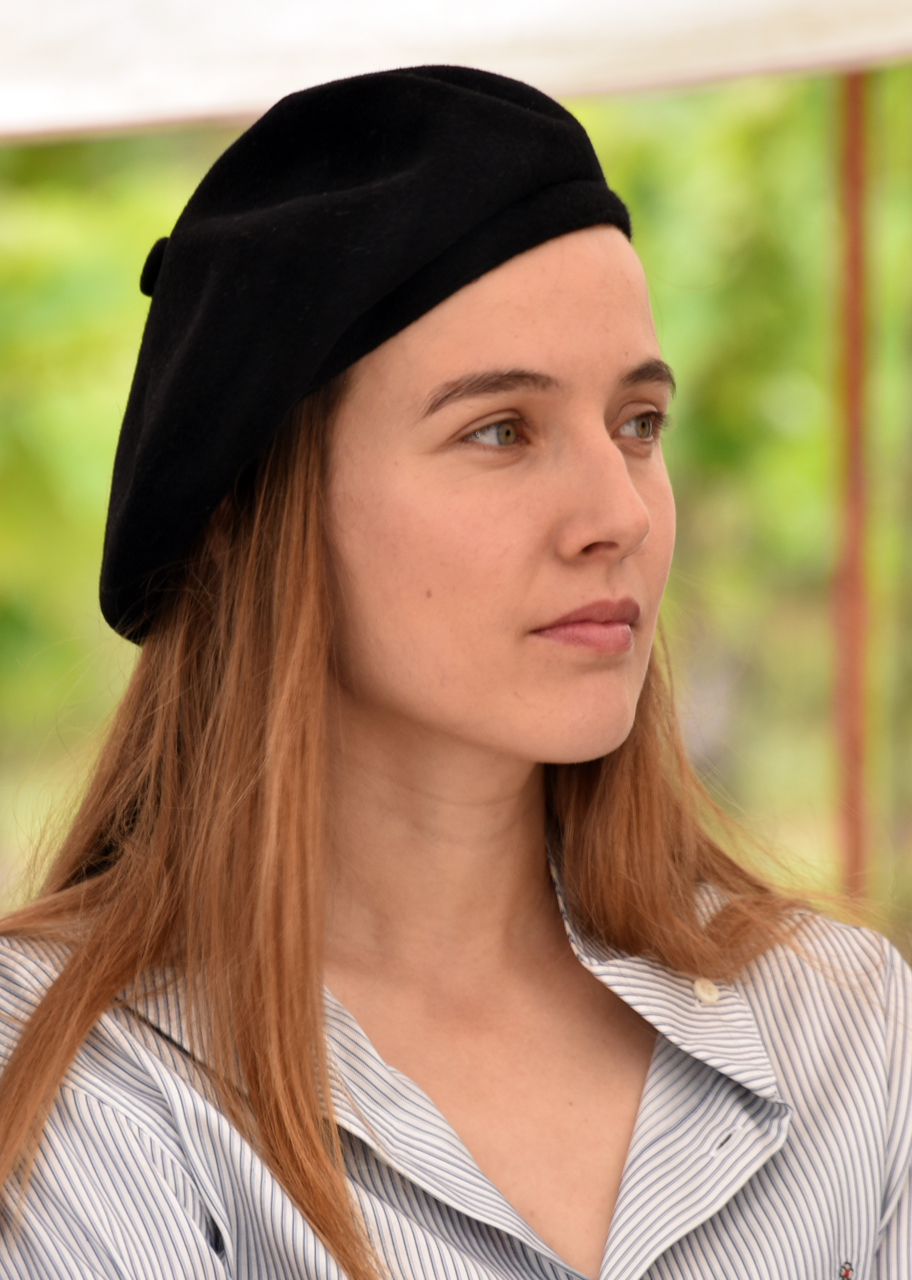
ترزا وریسکوا در سال ۲۰۲۰

## آ
- مونیکا آبسولونووا
- زلاتا آداموفسکووا
- یاروسلاوا آدامووا

## الف
- کلارا ایسووا
- مارتا ایسووا
- یاروسلاوا اوبرمائیرووا
- الگا اشنایپ‌فلوگووا
- لولا اسکربکووا
- پترا اشپالکووا
- ییژینا اشتایمارووا
- ییرژینا اشتپنیچکووا
- یانا اشواندووا
- ایوانا اولیژووا

## ب
- لیدا بارووا
- زدنکا بالدووا
- الیشکا بالتزرووا
- ترزا ببارووا
- لوتسیه بیلا
- ایوا بیتووا
- ماهولنا بوچانووا
- ییژینا بوهدالووا
- بلانکا بوهدانووا
- ماگدالنا بورووا
- هانا بریکووا
- یانا بریخووا
- ترزیه برزکووا
- اسلاوکا بودینووا
- زوزانا بیجوفسکا
- پترا بریانت

## پ
- داگمار پاتراسووا
- ترزا پرگنرووا
- ییژینا پتروویتسکا
- لنکا پیخلیکووا-برک
- سیمونا پوستلرووا
- یانا پرایسووا
- ییژینا تژبیتسکا
- لوتسیه ترمیکووا

## ت
- ویه‌را تیشانکووا
- پاولا تومیتسووا

## چ
- آندرئا چرنا
- سونیا چرونا
- ییتکا چوانچارووا

## خ
- ولاستا خراموستووا
- میریام خیتیلووا
- ایوانا خیلکووا

## د
- یانا دیته‌تووا
- ماریه دولژالووا
- میخائلا دلینووا
- میلنا دورسکا

## ر
- ایرما ریخووا
- زورا روسیپالووا
- هلنا روژیچکووا
- لیندا ریبووا

## ز
- هانا زاگورووا
- استلا زازورکووا
- لوتسیه زدنیچکووا
- ییتکا زلنوهورسکا

## ژ
- لوتسیه ژاچکووا

## س
- دانا سیسلووا

## ش
- لیبوشه شافرانکووا
- اولگا شوبرووا
- ییژینا شیبالووا
- آلنا شردووا
- روژنا شلمرووا
- یارمیلا شولاکووا
- ییژینا شیورتسووا
- لیبوشه شورمووا

## ف
- ولاستا فابینووا
- کویتا فیالووا
- تانیا فیشرووا
- ورونیکا فرایمانووا

## ک
- زیتا کاباتووا
- میریام کانتورکووا
- زورا کرووا
- اوا کلپاچووا
- باربورا کودتووا
- دانیلا کولاژووا
- نادیا کنوالینکووا
- نادیا کنوالینکووا
- ویه‌را کوبانکووا

## گ
- ویرا گالانیکووا
- آنا گیسلرووا
- ناتاشا گولوا
- ترودا گروسلیشتووا
- یانا گوپتا

## ل
- کریستینا لایختووا
- آنا لینهارتووا
- اولگا لونووا

## م
- آدینا ماندلووا
- سوزان مارویل
- تاتیانا مدوتسکا
- دانا مجیتسکا
- ییتکا موچکووا
- میلا میسلیکووا

## ن
- روژنا ناسکووا
- آنتونیه ندوشینسکا
- یارمیلا نوتنا

## و
- هانا واگنرووا
- مارتا وانچورووا
- دانا واورووا
- زوزانا ویودووا
- زورا وستسکا
- تاتیانا ویلهلمووا
- هانا ویتووا
- لنکا ولاساکووا
- هلنا وندراچکووا
- لوتسیه وندراچکووا
- ترزا وریسکوا
- بلانکا والسکا
- کاتژینا وینترووا

## ه
- داگمار هاولووا
- آنتونیه هگرلیکووا
- هانا هگرووا
- زدنا هرفورتووا
- یانا هلاواچووا
- ایوانا هلوژکووا
- کاتژینا هولانووا
- هانا هولیشووا
- اوا هولوبووا
- اوا هودچکووا

## ی
- زرکا یانو
- ایوا یانژورووا
- کلارا یرنکووا
- ییژینا ییراسکووا
- اوا یوزفیکووا